# 66458 Romaplanetario
66458 Romaplanetario este un asteroid care intersectează orbita planetei Marte.

## Descriere
66458 Romaplanetario este un asteroid care intersectează orbita planetei Marte. Asteroidul prezintă o orbită caracterizată de o semiaxă mare de 2,61 ua, o excentricitate de 0,36 și o înclinație de 7,0° în raport cu ecliptica.